# Cecilia - Storia di una comune anarchica
Cecilia - Storia di una comune anarchica è un film del 1976 diretto da Jean-Louis Comolli e interpretato da Massimo Foschi, Maria Carta e Vittorio Mezzogiorno.

## Trama
Nel 1887 Giovanni Rossi emigra con un gruppo di anarchici italiani, dieci uomini e una donna, per fondare una comune (Colonia Cecilia), con l'aiuto dell'imperatore del Brasile. 
La comunità si basava sul ideali politici libertari e collettivistici, senza gerarchie,  padroni.  Però ben presto nascono conflitti fra i membri del gruppo. Per cui dovranno rinunciare all'esperimento.